# Карла
Карла је женско име које води порекло из немачког језика.
Парњак је мушком имену Карло.

## Сродна имена
- Карола
- Каролина
- Карлота (мађ. Karlotta)
- Лина

## Имендани
- 9. мај.
- 4. новембар.

## Познате личности
- Карла Дел Понте